# Тарас Бульба (фільм, 1936)
«Тарас Бульба» (фр. Tarass Boulba) — французька історична драма 1936 року, поставлена режисером Алексісом Грановським за однойменною повістю Миколи Гоголя.

## Сюжет
Козацький полковник Тарас Бульба зустрічає синів Андрія і Остапа, що повернулися з київської бурси. Остап навіть не навчився там читати, чим він немало пишається, тоді як Андрій добився блискучих успіхів у навчанні. Андрій кохає Марину, доньку польського князя, на якого козаки під надуманим приводом йдуть війною. Але привід не має значення, оскільки головне — битися, оскільки «життя не веселе, якщо навкруги одні лише друзі». Заради любові до своєї прекрасної дами, замкнутої в обложеній козаками фортеці, Андрій переходить на сторону ворога. У розпал битви Тарас стикається з ним лицем до лиця. Він наказує йому спішитися, говорить: «Молися», — і холоднокровно вбиває. Остапа взято в полон, його готуються повісити. Його батько і ще декілька людей, сховавшись у возах із сіном, уриваються до фортеці і звільняють його. Князеві на підмогу з Варшави приходить підкріплення. Смертельно поранений Тарас передає командування синові і зустрічає смерть стоячи.

## В ролях
| Гаррі Бор     | ···· | Тарас Бульба     |
| Жан-П'єр Омон | ···· | Андрій Бульба    |
| Роже Дюшен    | ···· | Остап Бульба     |
| Даніель Дар'є | ···· | Марина           |
| Жанін Кріспен | ···· | Галка            |
| Нан Жермон    | ···· | Зеліма           |
| Фернан Леду   | ···· | Товкач           |
| П'єр Ларке    | ···· | Сачка            |
| Жорж Поле     | ···· | Ібрагім          |
| Поль Аміо     | ···· | князь Замницький |
| Полін Картон  | ···· | вихователька     |

- Козаки: Гюстав Юбердо, Леон Ларів, Жорж Сайяр, Робер Селер, Андре Сімеон, Жан Тулу, Люсьєн Волтер та інші
- Поляки: Моріс Бернар, Андре Карнеж, Ернест Ферні, Едді Дебре, Пол Форгет, Марсіаль Реб